# HMS Mahratta (G23)
Lo HMS Mahratta (pennant number G23) fu un cacciatorpediniere della Royal Navy, parte della classe M ed entrato in servizio nell'aprile 1943.
Operativo durante la seconda guerra mondiale, il Mahratta operò principalmente in oceano Atlantico e nel Mar Glaciale Artico, finendo affondato il 25 febbraio 1944 dal sommergibile U-990 al largo delle coste settentrionali della Norvegia.

## Storia
L'unità fu ordinata ai cantieri della Scotts Shipbuilding and Engineering Company di Greenock il 7 luglio 1939 con il previsto nome di HMS Marksman, e lo scafo dell'unità fu impostato il 21 gennaio 1940; a lavori ancora in corso, tuttavia, nel maggio 1941 l'incompleta unità fu gravemente danneggiata in un'incursione aerea tedesca sul cantiere e lo scafo fu smantellato per renderne possibile lo spostamento in un altro sito. Una nuova cerimonia di impostazione si tenne quindi il 18 agosto 1941, e la nave fu infine varata il 28 luglio 1942 con il nuovo nome di HMS Mahratta dal nome dell'antico stato dell'Impero Maratha in India, una decisione presa per onorare il sostegno finanziario dato al Regno Unito dall'Impero anglo-indiano nel corso della guerra. La nave entrò quindi in servizio l'8 aprile 1943 e fu assegnata alla 3rd Destroyer Flotilla della Home Fleet di base a Scapa Flow.
Il Mahratta fu inizialmente impiegato in missioni di scorta e pattugliamento nelle acque delle isole britanniche, scortando anche il transatlantico Queen Mary con Winston Churchill a bordo. Nel luglio 1943 la nave fece parte delle unità impegnate nelle operazioni Camera e Governor, delle missioni diversive condotte al largo della costa della Norvegia per simulare uno sbarco anfibio e sviare i tedeschi dall'imminente sbarco degli Alleati in Sicilia; il 27 agosto invece il Mahratta salpò per Murmansk in Unione Sovietica per trasportare personale della Royal Air Force in preparazione degli attacchi aerei ai danni della corazzata tedesca Tirpitz.
In settembre il cacciatorpediniere fu destinato alle operazioni nell'oceano Atlantico settentrionale, conducendo pattugliamenti anti-sommergibile nella zona del golfo di Biscaglia; l'8 ottobre il Mahratta recuperò sei aviatori della RAF al largo di Bordeaux, rimasti per undici giorni a bordo di un battellino di salvataggio dopo che il loro aereo era stato abbattuto dai tedeschi. Il 20 ottobre il cacciatorpediniere tornò a operare sulla rotta dei convogli artici, scortando vari gruppi di mercantili diretti a Murmansk; il 22 novembre si recò a Kingston upon Hull per essere messo in cantiere per lavori di manutenzione di routine, rientrando in servizio il 13 gennaio 1944.
Il Mahratta tornò a operare sulla rotta artica come unità di scorta ai mercantili, portando a termine vari viaggi. Il 22 febbraio il cacciatorpediniere si aggregò alla scorta del convoglio JW57, fatto ben presto oggetto di svariati attacchi da parte degli U-Boot tedeschi; alle 20:55 del 25 febbraio il sommergibile U-990 colpì il Mahratta con un siluro a guida acustica "Gnat", circa 280 miglia a ovest di Capo Nord: la nave esplose e affondò nel giro di pochi minuti nella posizione 71° 17' N, 13° 30' E. Nonostante il pronto intervento dei cacciatorpediniere HMS Impulsive e HMS Wanderer, tra le 217 persone imbarcate in quel momento dall'unità furono recuperati solo 17 superstiti.